# Capparis

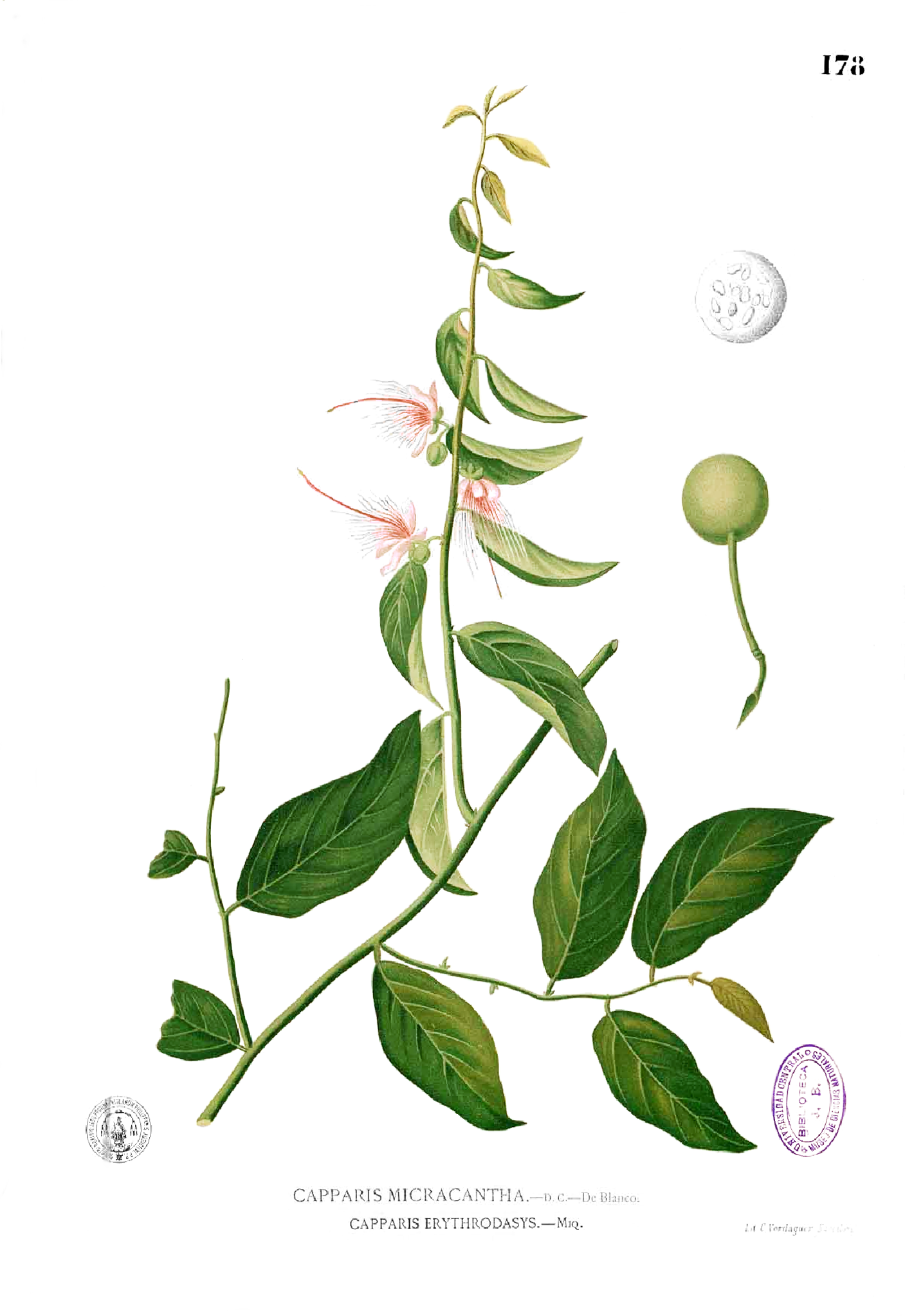
Capparis micracantha. Francisco Manuel Blanco, Flora de Filipinas (1880-1883)

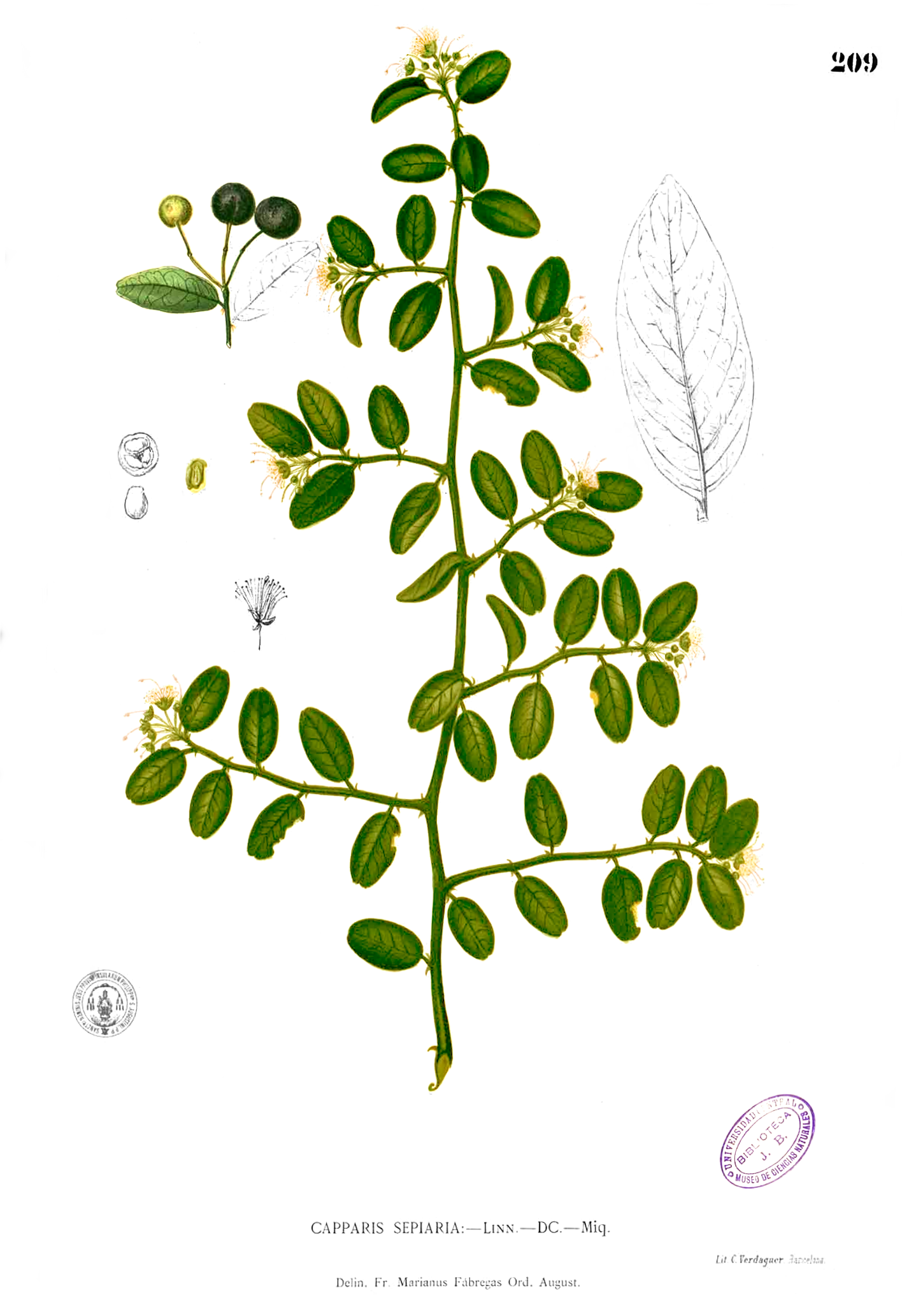
Capparis sepiaria. Francisco Manuel Blanco, Flora de Filipinas (1880-1883)

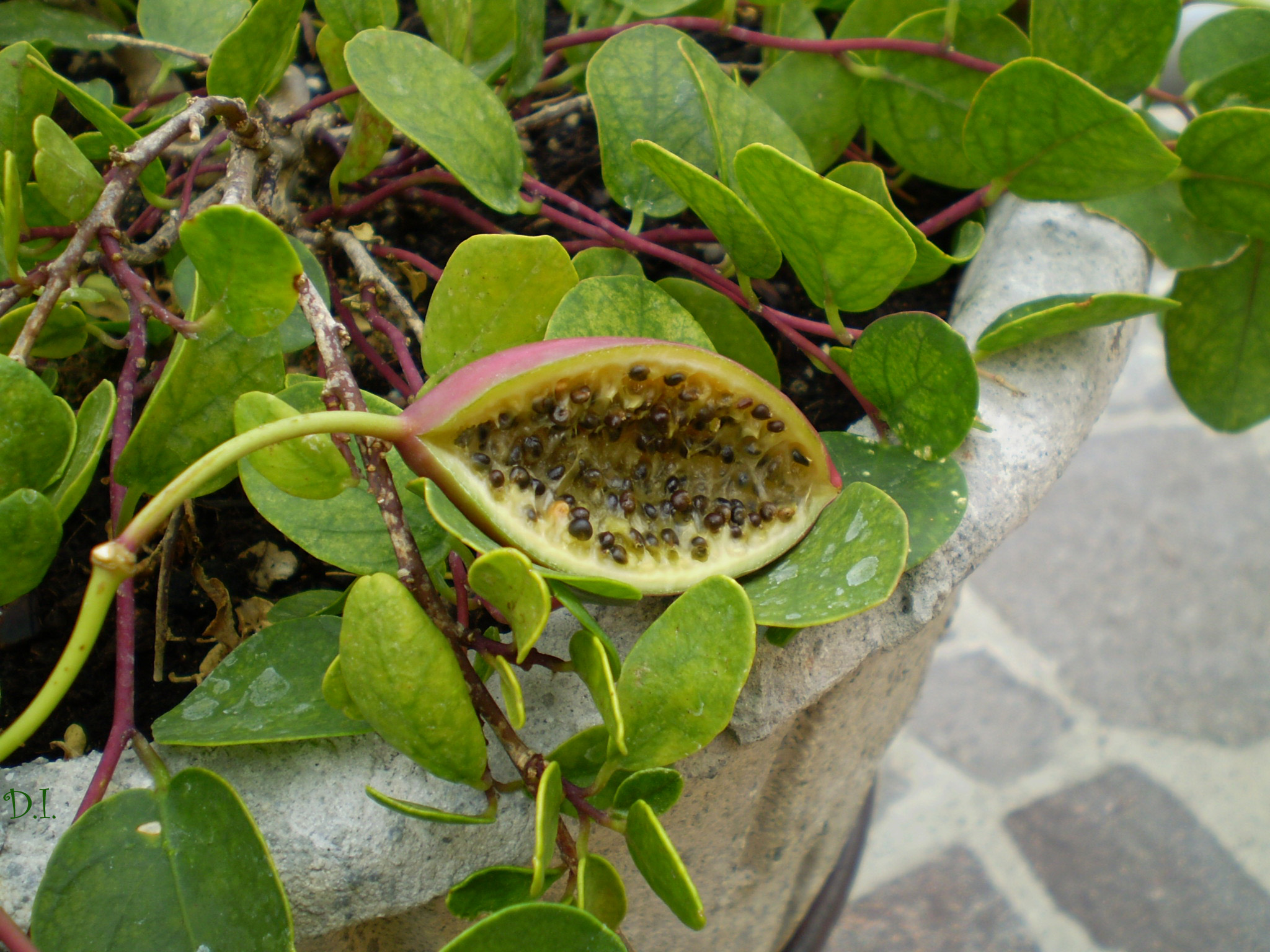
Taperot madur Capparis spinosa mostrant les llavors.

Capparis és un gènere de plantes amb flor dins la família de les caparàcies.

## Particularitats
Les espècies de Capparis es troben en una gran diversitat d'hàbitats a les zones subtropicals i tropicals del planeta.
La més coneguda és la taperera (Capparis spinosa), que produeix les tàperes i que és una espècie que és autòctona als Països Catalans amb les subespècies canescens i rupestris. D'altres com la C. decidua, C. mitchellii i el Mabinlang (C. masaikai) també són comestibles. El mabinlang és molt important a la medicina tradicional xinesa.
Algunes espècies de Capparis són difícils de trobar en estat salvatge degut a la destrucció d'hàbitat i d'altres es troben en perill d'extinció.

## Espècies
- Capparis arborea
- Capparis baducca
- Capparis crotonantha
- Capparis cynophallophora taperera de Jamaica
- Capparis decidua (= C. aphylla), karir o kirir
- Capparis discolor
- Capparis fascicularis
  - Capparis fascicularis var. fascicularis
- Capparis flexuosa
- Capparis frondosa
- Capparis grandis
- Capparis hastata
- Capparis heterophylla
- Capparis heyneana
- Capparis humistrata
- Capparis indica
- Capparis lasiantha
- Capparis lucida
- Capparis masaikai, Mabinlang
- Capparis micracantha
- Capparis mirifica
- Capparis mitchellii
- Capparis mollicella
- Capparis monii
- Capparis nobilis
- Capparis ornans
- Capparis pachyphylla
- Capparis panamensis
- Capparis prisca
- Capparis pyrifolia
- Capparis roxburghii
- Capparis sandwichiana, maiapilo
- Capparis sepiaria
  - Capparis sepiaria var. citrifolia
  - Capparis sepiaria var. subglabra
- Capparis shanesiana
- Capparis spinosa, tàpera
  - Capparis spinosa ssp. nummularia
- Capparis sprucei
- Capparis thozetiana
- Capparis tomentosa
- Capparis uniflora
- Capparis zeylandica, kapchip

### Espècies que ja no pertanyen al gènereCapparis
- Boscia oleoides (ex Capparis oleoides)